# Jules Lecomte
Pour les articles homonymes, voir Jules Lecomte (1899-1934) et Lecomte.
Pour l’article ayant un titre homophone, voir Jules Leconte.
Jules Lecomte, né le 27 juin 1810 à Boulogne-sur-Mer et mort le 22 avril 1864 à Paris 9e, est un romancier, journaliste, dramaturge et pamphlétaire français.

## Biographie
Homme de lettres très actif, doué d’esprit et de facilité, Lecomte était à la fois dramaturge, romancier, et surtout journaliste. Ses chroniques étaient fort recherchées, et il s’était fait une réputation avec ses « courriers de Paris publiés dans L'Indépendance belge. Sa première chronique pour le Monde illustré date du 18 avril 1857, sept ans presque jour pour jour avant sa mort. Depuis ce moment, jamais une seule fois il n’a failli à sa tâche ; sa santé l’obligeait, de temps en temps, à des voyages dans les différentes villes d’eau de France et d’Allemagne, il retrouvait là une partie de la société qui avait déserté Paris et il y recueillait une anecdote moderne qui donnait à son courrier son cachet actuel. Jamais les lecteurs n’ont soupçonné son absence et l’administration du journal avait une telle confiance dans la régularité de son chroniqueur qu’elle n’a jamais conçu la moindre inquiétude, si éloigné qu’il fût de la capitale. Pour lui, toute la vie se résumait dans ce courrier, auquel il s’était entièrement voué, et dont il avait fait une chose considérable : un mot dit à propos ne manquait jamais son adresse, et comme il avait un pied dans les salons les plus éminents, il savait à quoi s’en tenir sur tous les bruits, sur tous les scandales, il pesait sur de graves résolutions et il a fait collaborer involontairement à son œuvre les personnes les plus considérables de son époque.
Sa correspondance également était énorme, consulté sur les points les plus délicats, il répondait personnellement à tout ce qui lui semblait mériter un pareil intérêt, et employait la voie du journal pour ce qui lui paraissait d’une attention moins immédiate. À mesure que la direction du journal redoublait d’efforts pour parvenir à donner à sa publication un plus grand attrait, multipliant les correspondants, s’attachant de nouveaux dessinateurs, hommes de mérite, il redoublait aussi d’attention.
Lecomte est mort presque la plume à la main. Le jour même de sa mort, le courrier paraissait encore signé de son nom, complété par son collègue du Monde illustré, sa main se refusant à tenir la plume. Pendant sa douloureuse maladie, son devoir de chroniqueur fut sa préoccupation constante, il décachetait son courrier, et traçait d’une main tremblante les réponses nécessaires. Quatre heures avant de rendre le dernier soupir, il a demandé à son compagnon Albéric Second, qui n’avait pas quitté son chevet, si l’on était venu chercher sa chronique, et celui-ci a dû inventer un pieux stratagème pour le tranquilliser. Un peu plus tard, préoccupé des intérêts du Grand Journal, il a conseillé in extremis à son rédacteur en chef de varier le caractère uniforme de cette publication qu’il trouvait un peu monotone d’aspect. Quelques heures après, il rendait le dernier soupir.
En littérature, il a débuté en 1835 avec la Dictionnaire pittoresque de marine,
suivi des romans maritimes, l’Abordage (1836), l’Ile de la tortue (1837), le capitaine Sabord (1839) ou le Mort vivant (1847). Son ouvrage intitulé la Charité à Paris, a reçu le prix Montyon 1861 de l’Académie française. Au théâtre, sa pièce la plus importante est une comédie en quatre actes, intitulée : le Luxe, représentée au Théâtre-Français, le 10 novembre 1858.
Très prolifique, il a également écrit sous le nom de plume de « Van Engelgom » des pamphlets, comme Lettres sur les écrivains français (1837), et sous celui de « Jules Du Camp », des ouvrages historiques, comme Histoire de la Révolution de Février, jusques et y compris le siège de Rome (1850) et Les Pontons anglais (1852). On lui doit également des Chroniques de la marine française, 1789 à 1830 (1836-1837), avec Fulgence Girard. On lui doit également la série Des cantatrices françaises en Italie (1841-1842), sur Sophie Maquillé, Desiderata Dérancourt, Emilia Hallez, Ida Bertrand, Elisa Vernhet, Jenny Olivier. Il a préfacé Comment aiment les hommes d’Olympe Audouard.
Il était membre de la Société des auteurs dramatiques, ainsi que de la Société des gens de lettres, dans le comité de laquelle il avait siégé par droit d’élection. D’un tempérament souffreteux, il a succombé à une maladie de poitrine compliquée d’une maladie de foie après une période aiguë de maladie relativement courte. Ses obsèques ont eu lieu, le 25 avril 1864, à l’église de la Trinité, au milieu d’un grand concours de gens de lettres et de théâtre et de la haute administration,, qui l’ont ensuite accompagné au cimetière Montmartre, où plusieurs discours ont été prononcés.

## Jugements
« Il s’est montré jusqu’au dernier jour un travailleur courageux, opiniâtre, consciencieux, désireux de bien faire. »